# Archibald McMurdo
Archibald McMurdo (24 de septiembre de 1812 – 11 de diciembre de 1875) fue un oficial naval escocés, en cuyo honor fueron nombrados los siguientes elementos en la Antártida: estrecho de McMurdo, base McMurdo, barrera de hielo de McMurdo, valles secos de McMurdo y autopista McMurdo al polo Sur.

## Biografía
McMurdo ingresó en la Royal Navy en octubre de 1824, a la edad de 12 años. En 1836 alcanzó el grado de teniente, en 1843 Comandante, y en 1851 Capitán. Durante su carrera realizó dos expediciones de descubrimiento a bordo del HMS Terror, la primera al norte de la bahía Hudson, la segunda de la Antártida. Durante la segunda se descubrió y nombró al estrecho de McMurdo.
McMurdo fue designado comandante del HMS Contest en 1846, buque que fue asignado a la costa occidental de África. Se retiró como vicealmirante.
McMurdo falleció en Cargenholm, Troqueer Parish, Kirkcudbrightshire el 11 de diciembre de 1875. (ref.England & Wales, National Probate Calendar (Index of Wills and Administrations), 1861–1941)& Probate